# Münstersche Aa
La Münstersche Aa est une rivière allemande d'une longueur de 43 km qui coule dans le land de la Rhénanie-du-Nord-Westphalie. Elle est un affluent en rive gauche de l'Ems.

## Source de la traduction
- (de) Cet article est partiellement ou en totalité issu de l’article de Wikipédia en allemand intitulé « Münstersche Aa » (voir la liste des auteurs).